# Radio SWH Rock
Radio SWH Rock es una emisora de radio de Letonia, perteneciente a AS Radio SWH, siendo la única emisora de radio de Letonia dedicada al rock.

## Historia
La emisora inició emisiones el 15 de noviembre de 2001.
El 1 de junio de 2006, Radio SWH Rock comenzó a emitir nueva programación, ofreciendo una selección más amplia de programas originales, junto con una nueva forma de presentar las canciones.
El 1 de septiembre de 2008, Radio SWH Rock comenzó a reproducir rock las 24 horas del día, sin interrupciones.
El 2 de marzo de 2015, Radio SWH Rock cambió su eslogan y amplió su lista de reproducción con más música rock contemporánea. El 1 de septiembre de 2012, comenzó el programa Radio SWH Rock Top 500, en que los oyentes pueden sugerir canciones. 

## Emisión
La emisora emite por FM e Internet:
- Ventspils: 93.7 FM.
- Riga: 89.2 FM.
- Liepāja: 95.6 FM.
- Saulkrasti: 95.3 FM.
- Salacgrīva: 101.1 FM.
- Valmiera: 98.8 FM.[2]
- Bauska: 98.8 FM.
- Gulbene: 98.6 FM.
- Saldus: 107.9 FM.
- Ugāle: 93.2 FM.
- Rēzekne: 96.5 FM.
- Skrunda: 88.1 FM.
- Kuldīga: 106.9 FM.
- Madona: 90.5 FM.
- Jēkabpils: 94.1 FM.
- Talsi: 98.7 FM.